# Rondo (Arkansas)
Rondo é uma cidade  localizada no estado americano de Arkansas, no Condado de Lee.

## Demografia
Segundo o censo americano de 2000, a sua população era de 237 habitantes.
Em 2006, foi estimada uma população de 207, um decréscimo de 30 (-12.7%).

## Geografia
De acordo com o United States Census Bureau, a localidade tem uma área de 2,6 km², sem área coberta por água. Rondo localiza-se a aproximadamente 62 m acima do nível do mar.

## Localidades na vizinhança
O diagrama seguinte representa as localidades num raio de 24 km ao redor de Rondo.